# Grit Seymour
Grit Seymour (geboren 1966 in Halle (Saale)) ist eine deutsche Modedesignerin und Professorin für Mode. Sie ist ein ehemaliges Model und war Designerin sowie Kreativdirektorin für internationale Modemarken wie Donna Karan, Hugo Boss und Wolford.

## Leben und Wirken
Grit Seymour wuchs in Halle (Saale) als Tochter einer Ärztin auf. Nach dem Abitur wollte sie ursprünglich Medizin studieren und war dafür bereits eingeschrieben. Sie entschied sich kurzfristig um und entschied, sich für ein Modestudium an der Kunsthochschule Berlin-Weißensee zu bewerben. Dafür absolvierte sie zuvor beim Volkseigenen Handelsbetrieb Exquisit eine Lehre als Schneiderin, wo sie unter anderem für Prominente der DDR Einzelstücke anfertigte. Parallel dazu arbeitet sie als Model bei Modenschauen des VHB Exquisit und für die Modezeitschrift Sibylle.
Ihr Modestudium an der Kunsthochschule Berlin (KHB) endete vorzeitig durch erzwungene Exmatrikulation, nachdem sie unter Beobachtung der Staatssicherheit stand. Bis zu ihrer Ausreise aus der DDR arbeitete sie in einem Produktionsbetrieb der Bekleidungsindustrie in Mühlhausen. Im Herbst 1988 verließ sie die DDR von Ost- nach Westberlin.
Hier studierte sie ab 1988 an der Hochschule der Künste (heute UdK) bei Uli Richter. Im Streiksemester nutzte sie einen dreimonatigen Studienaustausch und ging nach London ans Central Saint Martins College of Art and Design. Sie entschied sich, ihren Bachelor in London abzuschließen. Anschließend wechselte sie von 1992 bis 1994 ans Royal College of Art, wo sie einen Master of Art erhielt.
Tätigkeiten als Designerin folgten bei Max Mara, Donna Karan und Daniel Hechter. Von 1999 bis 2001 baute sie die Damenlinie von Hugo Boss in Italien auf. Später arbeitete sie als Designerin für internationale Modemarken wie Eres, Krizia, René Lezard und als Kreativdirektorin für Wolford. Mit dem britisch-kanadischen Industriedesigner Jerszy Seymour gründete sie 2001 das Label Tape.
Die Universität der Künste Berlin berief Grit Seymour 2006 als Professorin für Modedesign. Diese Lehrtätigkeit beendete sie 2012. Im Jahr 2016 erhielt sie einen Ruf als Professorin für Modedesign an die Hochschule für Technik und Wirtschaft Berlin.
2014 bis 2017 arbeitete sie beim österreichischen Wäsche- und Strumpfhersteller Wolford.
Grit Seymour ist Mitglied der Jury für den Lucky Strike Junior Designer Award.

## Publikationen (Auswahl)
- Grit Seymour (Hrsg.): Super! Vision: Modische Spekulationen für das Jahr 2030. Universität der Künste, Berlin 2011, ISBN 978-3-89462-206-0.
- Tender loving care. Universität der Künste, Berlin 2013.
- The Fashion Switch: The New Rules of the Fashion Business.
- Innovationspotentiale zwischen Mode und Medizin. In: Matthias Knaut: Kreativität + X = Innovation. S. 222–229, Berliner Wissenschafts-Verlag, Berlin 2018, ISBN 978-3-8305-3844-8.
- Grenzen respektieren – Mode jenseits von Fast Fashion. In: Stefanie Molthagen-Schnöring: Grenzen in Zeiten technologischer und sozialer Disruption. S. 130–136, Berliner Wissenschafts-Verlag, Berlin 2019, ISBN 978-3-8305-3957-5.
- In Grenzen frei. Mode in den 80er Jahren der DDR. In: Stefanie Molthagen-Schnöring: Grenzen in Zeiten technologischer und sozialer Disruption. S. 158–164. Berliner Wissenschafts-Verlag, Berlin 2019, ISBN 978-3-8305-3957-5.